# Martin Brasier
Pour les articles homonymes, voir Brasier.
Martin David Brasier FGS, FLS, né le 12 avril 1947 à Wimbledon et mort le 16 décembre 2014 près de Burford, est un paléobiologiste et astrobiologiste britannique.

## Biographie
Martin David Brasier naît le 12 avril 1947 à Wimbledon.
Il est professeur de paléobiologie à l'université d'Oxford et membre émérite de St Edmund Hall.
Il meurt dans un accident de la route près de Burford dans l'Oxfordshire au Royaume-Uni, le 16 décembre 2014,.